# Eduard Thöny
Eduard Thöny (9 de febrero de 1866 en Bresanona/Tirol del Sur)—26 de julio de 1950 en Holzhausen am Ammersee) fue un ilustrador y caricaturista austríaco.
Thöny fue muy prolífico en su colaboración con las publicaciones Simplicissimus y Jugend, para las que realizó muchas caricaturas, sobre todo sobre el ejército y los hombres de negocio. También se le reconoce su trabajo como caricaturista de la vida estudiantil y como pintor impresionista.
Era amigo íntimo de Ludwig Thoma y Rudolf Wilke.
Cuando llegó el tiempo de la Alemania nazi, Thöny era un artista reputado. El 20 de abril de 1938 fue nombrado Professor por Adolf Hitler, en 1941 obtuvo la Medalla Goethe a las Artes y las Ciencias. La obra de Thöny estaba representada con 38 obras en la Große Deutsche Kunstausstellung de la Haus der Kunst de Múnich, entre lass que se encontraban los óleos Westwallarbeiter (1940) y Waffen-SS im Einsatz (Waffen-SS en misión). En la etapa final de la Segunda Guerra Mundial Adolf Hitler le nombró en la Gottbegnadeten-Liste (lista de los excepcionalmente dotados por Dios), de los artistas más importantes.